# Eckart Peterich
Eckart Peterich (* 16. Dezember 1900 in Berlin-Grunewald; † 13. April 1968 in Florenz) war ein deutscher Schriftsteller, Journalist und Übersetzer.

## Familie
Seine Eltern waren der Bildhauer Paul Peterich (1864–1937) und die Pianistin Elsbeth Kühn (1876–1935). Er hatte noch zwei jüngere Brüder und zwei jüngere Schwestern:
- Lukas Hermann Peterich (1902–1985), wurde Maler und Kunsthändler; er heiratete 1932 in zweiter Ehe in Rotterdam Wilhelmina Florentina („Floor“) van Beuningen (1908–1992), Tochter des Großindustriellen und Kunstsammlers Daniel George van Beuningen (1877–1955, siehe Museum Boijmans Van Beuningen).[1]
- Magnus Peterich (* 1915), Buchhändler
- Gerda Peterich (1906–1974)[2]
- Anneliese Peterich (1904–1945), Sängerin, Dresden.

Peterich war in erster Ehe verheiratet mit Costanza Fasola, aus dieser Ehe stammen drei Töchter; in zweiter Ehe war er verheiratet mit der aus Belgien stammenden Künstlerin Berthe (Bettina) Warnant.

## Leben
Um 1905 zog die Familie Peterich nach Italien, in die Gegend von Carrara nach Forte dei Marmi. Bereits als junger Mann traf Eckart Peterich Theodor Däubler (1876–1934), dessen Vater ihm in Florenz „freundliche Hilfe und Sammlung“ gewährte. Mit Däubler bereiste er nach dem Ersten Weltkrieg wiederholt Griechenland.
1914 zog die Familie wieder nach Hellerau bei Dresden. Bis 1933 war Eckart Peterich Journalist und Reiseberichterstatter in Athen und Rom und außerdem Korrespondent beim Völkerbund in Genf. Danach begann er seine Tätigkeiten als freier Schriftsteller. Er lebte lange in Paris und kehrte erst 1946 nach Deutschland zurück. Nach 1954 arbeitete Peterich als Korrespondent für verschiedene deutsche Zeitungen in Paris und London.
Er wurde 1959 Direktor der Deutschen Bibliothek in Mailand und 1961 Leiter der Deutschen Bibliothek in Rom. 1960 erhielt er den Immermann-Preis der Stadt Düsseldorf. Eckart Peterich wurde 1962 Programmdirektor des Goethe-Instituts in München, trat aber nach wenigen Monaten von dieser Stelle zurück. Seit 1962 war er Mitglied der Deutschen Akademie für Sprache und Dichtung in Darmstadt. 1964 erhielt Peterich das Komturkreuz der Republik Italien.

## Schriften
- Sonette einer Griechin. Herder, Freiburg 1940 (vorgeblich als Übersetzer).
- mit Angelika Probst: Kleine Chronik des Volkes Israel. Walter Verlag, Olten und Freiburg im Breisgau 1952.
- Göttinnen im Spiegel der Kunst. Walter Verlag, Olten und Freiburg im Breisgau, 2. Aufl. 1954.
- Paris. Mit Aufnahmen von August Raichle. Knorr & Hirth Verlag, München/Hannover 1955.
- Griechenland. Walter Verlag, Olten 1956.
- Dante Aligighieri: Die Göttliche Komödie. Übersetzt und ausgewählt von Eckart Peterich. Prestel, München 1957.
- Götter und Helden der Griechen. Fischer Bücherei, Frankfurt am Main 1958.
- Italien. Ein Führer. 3 Bände. Prestel, München 1958–1963.
- Vorwort zu: Homer, Ilias. Deutsch von Friedrich Leopold Graf zu Stolberg. Droemersche Verlagsanstalt Th. Knaur Nachf., München - Zürich 1960
- Goethe als Entdecker der klassischen Landschaft. In: Römische Reden. Zehn Jahre Deutsche Bibliothek Rom. München 1966, S. 89–109.
- Gesammelte Gedichte. Prestel, München 1967.
- Sizilien. Ein Führer. Prestel, München 1974; von Peter Amann überarbeitete und aktualisierte Auflage. Prestel, München 2001, ISBN 3-7913-1895-0.

## Hörspiel
- 1983: Alkmene – Regie: Ferry Bauer (ORF Niederösterreich)[3]